# 异毛肤石鳖
异毛肤石鳖（学名：Acanthochitona dissimilis）是新石鳖亞綱石鳖目毛肤石鳖科毛肤石鳖属的一种。

## 分佈及棲息地
本物種主要分佈於中国大陆，常栖息在潮间带。